# شیخ جعفر
شیخ جعفر، روستایی از توابع بخش سریش‌آباد شهرستان قروه در استان کردستان ایران است .

## جمعیت
این روستا در دهستان قصلان قرار دارد و براساس سرشماری مرکز آمار ایران در سال ۱۳۸۵، جمعیت آن ۷۰۸ نفر (۱۸۵خانوار) بوده‌است.